# Mimusops elengi
Mimusops elengi är en tvåhjärtbladig växtart som beskrevs av Carl von Linné. Mimusops elengi ingår i släktet Mimusops och familjen Sapotaceae. Inga underarter finns listade i Catalogue of Life.

## Bildgalleri

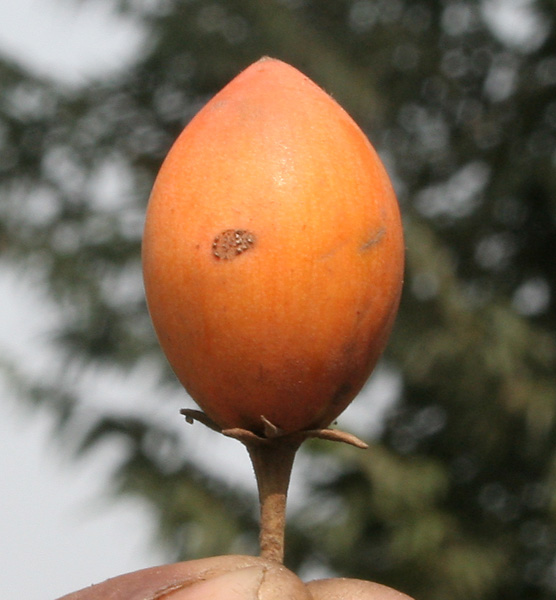
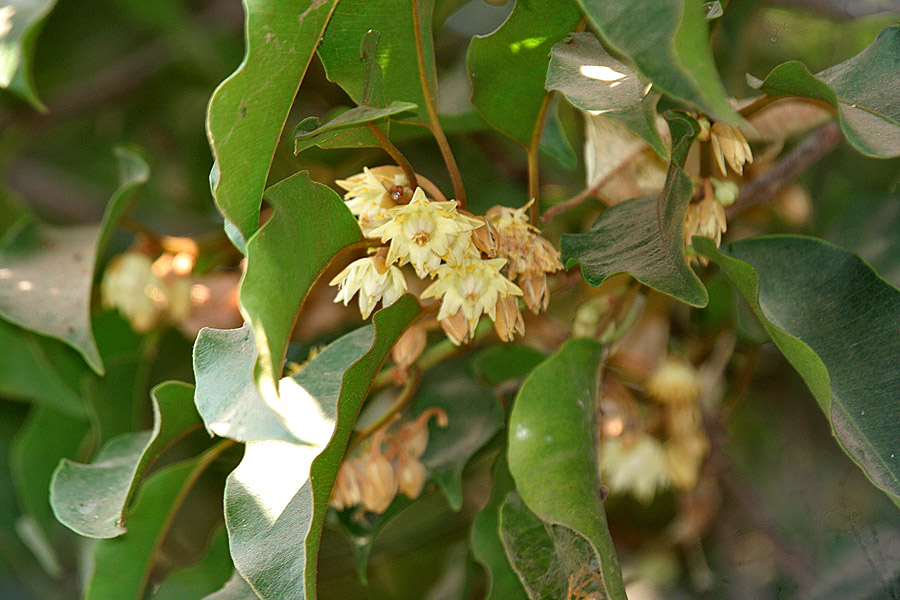
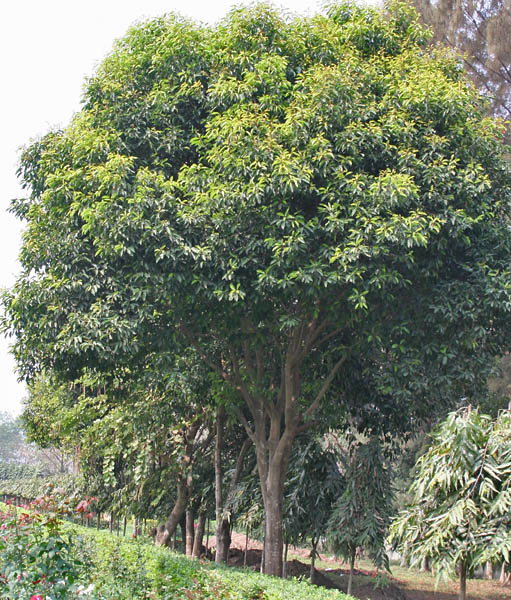
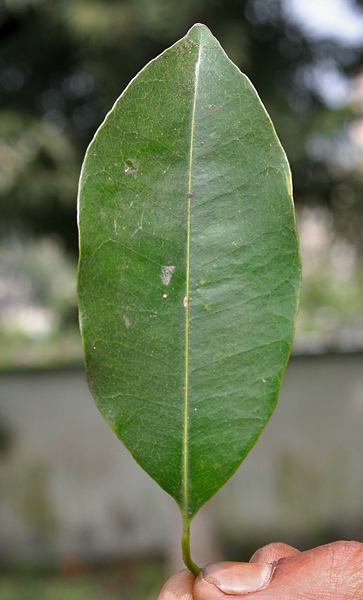
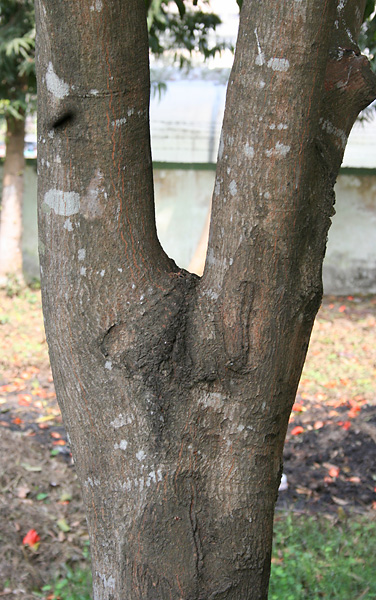
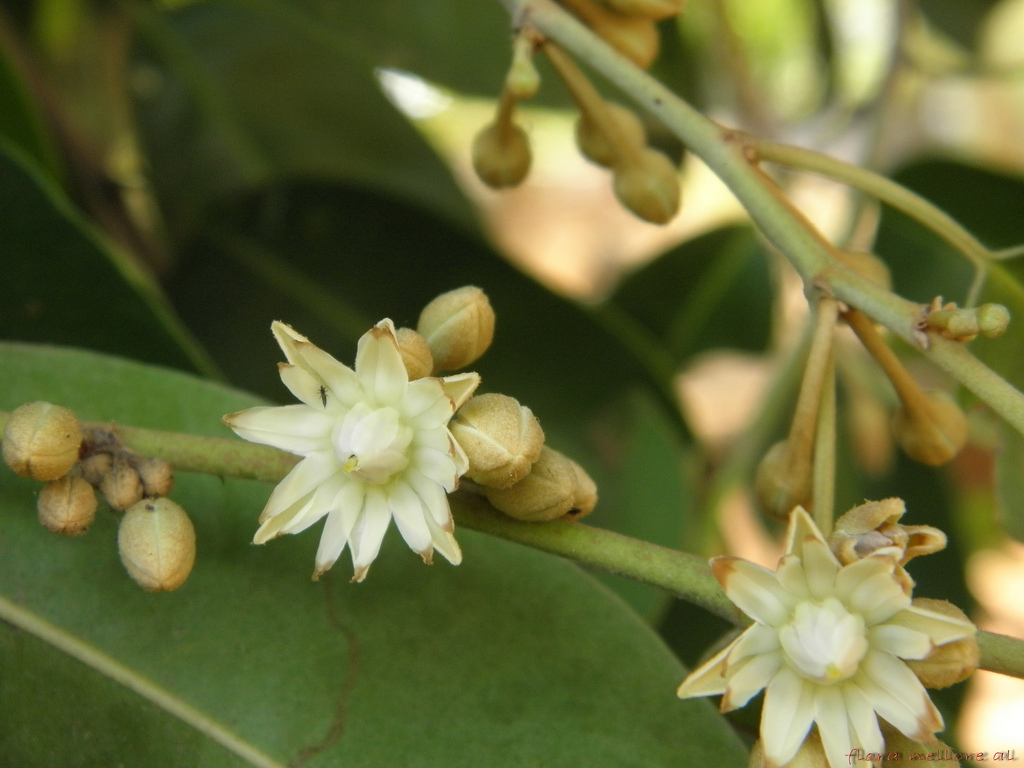